# Ефект надмірної впевненості
Ефект надмірної впевненості (англ. overconfidence effect) — це добре вивчене когнітивне упередження, за якого суб'єктивна впевненість людини у її судженнях значно вища об'єктивної точності цих суджень, особливо якщо впевненість відносно висока. Надмірна впевненість є одним з прикладів неправильного калібрування суб'єктивних ймовірностей. У науковій літературі надмірна впевненість визначається трьома окремими сутностями: (1) переоцінка власної поведінки/результату, (2) завищення місця власного результату у порівнянні з іншими, та (3) надмірна впевненість у точності власних переконань, що має назву надмірна точність.
Найбільш усталеним методом вивчення надмірної впевненості є опитування людей, наскільки вони впевнені у своїх окремих переконаннях чи відповідях, які вони надають. Дані досліджень показують, що впевненість постійно перевищує точність, тобто люди більше впевнені у своїй правильності, ніж мають для того підстави. Якби людська впевненість була точно відкалібрована, судження з 100% впевненістю були б правильні 100% часу, 90% впевненості відповідали 90% правильності і т. д. Але ключовим результатом досліджень було те, що впевненість перевищує точність у всіх випадках, коли людина дає відповіді на незнайому тему. Наприклад, у завданні на правильність написання складних слів, учасники відповіли правильно лише у 80% випадків, але зазначили, що на 100% впевнені у правильності відповіді, тобто реальний рівень помилки становив 20% за очікуваного 0%. У дослідженні, де учасники відповідали на серію запитань з загального знання у форматі «так-ні», вони продемонстрували надмірну впевненість на всіх рівнях, зокрема схоже помилялись у 20% випадків, коли були впевнені у відповідях на 100%.

## Сутності надмірної впевненості

### Переоцінка
Одним з виразів надмірної впевненості є тенденція переоцінювати своє місце у вимірі суджень або результату. Цей вираз надмірної впевненості фокусується на впевненості людини у її власних здібностях, діяльності, рівні контролю та шансах на успіх. З найбільшою ймовірністю переоцінка виникне при виконанні важких завдань, розгляді важких питань, коли ймовірність невдачі висока або коли людина, яка оцінює шанси на успіх, не досить обізнана з проблемою або не має достатньо кваліфікації. Така переоцінка у людини може виникнути не лише по відношенню її власності діяльності. Переоцінка має вираз у таких когнітивних упередженнях як ілюзія контролю та омана планування.

#### Ілюзія контролю
Ілюзія контролю описує тенденцію людей поводитись так, наче вони мають певний контроль у ситуаціях, які вони насправді не контролюють. Однак наявні свідчення не підтримують точку зору, що людина систематично переоцінює свій рівень контролю; коли люди мають значний контроль, вони демонструють тенденцію його недооцінювати.

#### Омана планування
Омана планування описує тенденцію людей переоцінювати свою швидкість роботи або недооцінювати, скільки часу їм буде потрібно на виконання справи. Найбільший рівень ілюзії контролю виникає при виконанні тривалих та складних справ, а при виконанні простих та швидких, вона або зникає, або стає протилежною (тобто людина переоцінює час на виконання).

#### Докази протилежного
Ефекти прийняття бажаного за дійсне, коли люди переоцінюють достовірність події на підставі її бажаності, є відносно рідкісними. Можливо причиною цього є те, що в очікуванні важливих наслідків люди більше піддаються захисному песимізму, у спробі зменшити розчарування, яке є прямим наслідком надмірно оптимістичних передбачень.

### Надмірна точність
Надмірна точність — це надмірна впевненість людини, що вона знає правду. Більшість доказів надмірної точності походить з досліджень, в яких учасників запитували про їх впевненість, що окремі відповіді є правильними. Однак, парадигма таких досліджень не може відокремити надмірну впевненість від надмірної точності; у таких судженнях вони збігаються. Після серії суджень про впевненість у окремих відповідях, коли люди намагаються оцінити кількість правильних відповідей, вони не мають схильності систематично переоцінювати свій результат. Середнє значення їх впевненості в окремих відповідях перевищує кількість відповідей, які на їх думку були правильними. Одним з можливих пояснень цього є те, що судження про окремі відповіді викривлені надмірною точністю, але судження не мають систематичної переоцінки.

#### Інтервали впевненості
Найсильніший доказ існування надмірної точності походить з досліджень, в яких учасників просили зазначити, наскільки точним є їх знання шляхом зазначення інтервалу 90% впевненості довкола їх оцінок конкретних величин. Якби люди були ідеально калібровані, їх інтервали 90% впевненості включали б правильні відповіді у 90% випадків, але насправді відсоток «попадання» досить часто спускався аж до 50%. Це може свідчити про те, що люди досить вузько визначають свої інтервали впевненості, ймовірно думаючи, що їх знання є більш точними, ніж насправді.

### Завищення
Завищення — це оцінка результату людини у порівнянні з іншими і є певно найбільш очевидним виразом ефекту надмірної впевненості. Завищення відбувається, коли люди вважають, що вони кращі за інших (у чомусь) або «кращі-ніж-середнє», тобто це дія ставлення або оцінки себе вище за інших. Завищення частіше спостерігається у простих завданнях, тих, які ми вважаємо легко завершити вдало. Одним з запропонованих пояснень цього ефекту є його здатність до само-підсилення.

##### Ефекти «кращий-ніж-середній»
Ймовірно найбільш відомим доказом ефекту «кращий-ніж-середній» є результати дослідження Свенсона 1981 року, за якими 93% американських водіїв вважають себе кращими за середній рівень. Завищення було зафіксовано і при багатьох інших обставинах. Однак Крюгер
1999 року продемонстрував, що цей ефект обмежений «легкими» задачами, де успіх є звичним або в яких люди почуваються впевнено. Для важких завдань ефект стає оберненим і люди вважають себе гіршими за інших або ніж в середньому.

##### Ефекти «оптимізму у порівнянні»
Деякі дослідники стверджують, що люди вважають, що з ними хороші речі трапляться з більшою ймовірністю ніж з іншими, а погані — з меншою ймовірністю. Однак інші дослідники зазначили, що попередні праці надавали перевагу дослідженню добрих, але поширених, результатів (напр. володіння власним житлом) та рідкісних поганих результатів (напр., удар блискавкою), і частота події відповідає за попередні висновки щодо оптимізму у порівнянні. Люди вважають, що досить поширені події (напр. прожити довше 70 років) трапляться з більшою ймовірністю з ними у порівнянні з іншими, а рідкісні події (напр. прожити довше 100 років) трапляться з ними з меншою ймовірністю, ніж з іншими.

##### Позитивні ілюзії
Тейлор та Браун 1988 року стверджували, що люди тримаються надмірно позитивних переконань щодо себе, ілюзій контролю та переконаності у хибній зверхності, оскільки це допомагає їм впоратися та процвітати. І хоча деякі дослідження свідчать про зв'язок оптимістичних переконань з кращими наслідками в житті, більшість з таких досліджень чутлива до альтернативного пояснення, що ці передбачення були точними. Наприклад, що хворі на рак, які були оптимістично налаштованими на позитивний результат, мали до цього медичні підстави.

## Практичні наслідки
—Деніел Канеман
Надмірну впевненість називають одним з найбільш «всепроникних та потенційно катастрофічних» когнітивних упереджень людей; її вважають причиною багатьох судових позовів, страйків, воєн та бульбашок і падінь фондових ринків.
Наприклад, війни, страйки та позови можуть виникати з завищення. Якщо позивачів та відповідачів схильні вважати, що вони більш гідні, справедливі та праві, ніж їх юридичні опоненти, це може допомогти пояснити існування тривалих неефективних правових суперечок. Якщо корпорації та трудові спілки схильні вважати, що сила і правда на їх боці, а не в іншої сторони, це може підвищувати їх готовність витримувати довші страйки. Якщо нації схильні вважати, що їх військо сильніше за військо супротивника, це може пояснити їх бажання розпочати війну.
Надмірна точність може мати суттєвий вплив на інвестиційну поведінку та торгівлю на фондових ринках. Оскільки прихильники Баєса не можуть досягти згоди , класична теорія фінансів не може пояснити таке: якщо всі учасники фондового ринку є повністю раціональними прихильниками Баєса, то чому на фондовому рику такий обсяг торгівлі. Частиною відповіді на цей парадокс може бути надмірна точність — якщо учасники ринку занадто впевнені у своїх оцінках вартості активу, вони будуть мати велике бажання торгувати з іншими учасниками, які володіють іншою інформацією.
Оскамп 1965 тестував групи клінічних психологів та студентів психології у питаннях з закритим вибором (multiple-choice), на які вони мали відповісти після вивчення опису проблеми Крім відповідей на питання тесту, учасники також зазначали відсоток впевненості у правильності їх відповіді. Це дозволило порівняти впевненість та точність. Коли учасникам давали більше інформації про проблему, їх впевненість зросла з 33% до 53%, однак точність суттєво не покращилась, залишившись менше 30%. Таким чином експеримент продемонстрував надмірну впевненість, яка зростала по мірі отримання учасниками більшої інформації для формування суджень.
Навіть за відсутності загальної тенденції до надмірної впевненості, її можуть просувати соціальна динаміка та несприятливий відбір. Наприклад, ті, хто має хоробрість розпочати власний бізнес, часто мають найбільшу схильність завищувати свої здібності по відношенню до інших потенційних нових учасників ринку. А коли виборці більше вірять впевненим кандидатам, то кандидати швидко з'ясовують, що для виграшу слід бути більш впевненим, ніж опонент
Надмірна впевненість може бути корисною для особистої самоповаги та надавати людині волю досягти успіху у поставленій цілі. Віра у себе може дати волю далі просунутись у своїх прагненнях, ніж ті, хто такої віри не мають.

## Індивідуальні відмінності
Дуже високі рівні ключових самооцінок, стабільної персональної риси, що складається з локусу контролю, невротизму, самоефективності та самооцінки, можуть спричиняти ефект надмірної впевненості. Люди з високими рівнями ключових самооцінок добре думають про себе та впевнені у власних здатностях, але дуже високі рівні таких самооцінок можуть змушувати людину бути більш впевненою, ніж у неї є підстави.

## Подальше читання
- Larrick, Richard P.; Burson, Katherine A.; Soll, Jack B. (2007). Social comparison and confidence: When thinking you're better than average predicts overconfidence (and when it does not). Organizational Behavior and Human Decision Processes. 102 (1): 76—94. doi:10.1016/j.obhdp.2006.10.002.
- Baron, Johnathan (1994). Thinking and Deciding. Cambridge University Press. с. 219–224. ISBN 0-521-43732-6.
- Gilovich, Thomas; Griffin, Dale; Kahneman, Daniel (2002). Heuristics and Biases: The Psychology of Intuitive Judgment. Cambridge University Press. ISBN 978-0-521-79679-8. Архів оригіналу за 10 червня 2018. Процитовано 10 листопада 2015.
- Sutherland, Stuart (2007). Irrationality. Pinter & Martin. с. 172–178. ISBN 978-1-905177-07-3.